# Nadstałość
Nadstałość, nadpłynność, nadciało stałe, nadpłynne ciało stałe (ang. supersolid) – stan materii charakteryzujący się sztywną, uporządkowaną przestrzennie strukturą (niczym w ciałach stałych) przy zachowaniu zerowej lepkości (jak w nadcieczy).
Pierwszy ideę ciała nadstałego zaproponował w 1957 roku Eugene Gross, który rozważał kondensację wakansów w helu-4 w temperaturze zbliżonej do zera bezwzględnego do nadcieczy przepływającej przez ciało stałe. Do  naukowców rozwijających tę myśl należeli m.in.: Aleksander Andriejew, Ilja Lifszic, G.V. Chester czy Anthony Legett. W 2004 roku Eun Seong-Kim i Moses Chan wykonali eksperyment, który miał dowodzić nadstałych zachowań helu, jednak z czasem zakwestionowano to, czy w czasie eksperymentu rzeczywiście zaobserwowano ciało nadstałe.
W 2017 roku eksperymentalnie zaobserwowano ciało nadstałe poprzez uzyskanie kondensatu Bosego-Einsteina w okolicach zera bezwzględnego (dokonały tego: zespół Esslingera używający gazu rubidowego i zespół Wolfganga Ketterle). W 2021 roku zespół Francisci Ferlaino przy użyciu dysprozu uzyskał pierwsze dwuwymiarowy gaz nadstały. W 2024 roku w ciałach nadstałych zaobserwowano wiry kwantowe.